# دان سميث (لاعب كرة قاعدة أمريكي)
دان سميث (بالإنجليزية: Dan Smith)‏ هو لاعب كرة قاعدة أمريكي، ولد في 20 أبريل 1969 في سانت بول في الولايات المتحدة.

## وصلات خارجية
- دانييل سميث على موقعبيزبول رفرنس.كوم (الدوري الرئيسي) (الإنجليزية)
- دانييل سميث على موقعبيزبول رفرنس.كوم (الدوري الثانوي) (الإنجليزية)